# Radziejów (województwo opolskie)
Radziejów (dodatkowa nazwa w j. niem. Juliusburg) – wieś w Polsce położona w województwie opolskim, w powiecie kędzierzyńsko-kozielskim, w gminie Reńska Wieś.
W latach 1975–1998 miejscowość położona była w województwie opolskim.

## Historia
Radziejów powstał z prywatnej inicjatywy szlacheckiego właściciela ziemskiego dopiero między 1773 a 1780 rokiem.
Stało się to po tym kiedy Fryderyk II ogłosił dnia 28 sierpnia 1773 roku swoją deklarację, w myśl której na Dolnym i Górnym Śląsku na stosownych miejscach miały zostać założone nowe wsie. Nazwa miejscowości pochodzi prawdopodobnie od imienia jej założyciela lub jednego z jego krewnych. 
Od końca XVIII w. wieś posiadała własną pieczęć gminną, na której wizerunku przedstawiono  krzyż na podłożu, po jego prawej i lewej stronie kropka.
Podczas oblężenia pruskiej twierdzy kozielskiej w 1807 roku stacjonowali w Radziejowie bawarscy żołnierze. Była to jedna z kompanii lekkiego batalionu Taxis. W 1861 roku we wsi
było 20 prywatnych domów mieszkalnych, 36 budynków gospodarczych i jedna karczma.
W granicach obszaru wiejskiego Radziejowa leżały 72 morgi ziemi uprawnej, 5 mórg ogrodów oraz 9 mórg dróg. Dzieliło je między sobą 17 rodzin chałupniczych i rodzina karczmarza. W marcu 1945 roku Radziejów został zajęty przez Armię Czerwoną.